# Sven Botman
Sven Botman, né le 12 janvier 2000 à Badhoevedorp aux Pays-Bas, est un footballeur international néerlandais qui évolue au poste de défenseur central à Newcastle United.

## Biographie

### Débuts aux Pays-Bas
Né à Badhoevedorp aux Pays-Bas, Sven Botman est formé à l'Ajax Amsterdam, club qu'il rejoint à l'âge de neuf ans. Il fait ses débuts en professionnel avec l'équipe réserve, le Jong Ajax, jouant son premier match le 17 août 2018 contre le Roda JC lors de la première journée de la saison 2018-2019 de deuxième division néerlandaise. Il est titularisé ce jour-là mais son équipe est battue par deux buts à un.
Le 27 juillet 2019, Sven Botman est prêté au SC Heerenveen pour une saison. C'est avec ce club qu'il fait ses débuts en Eredivisie, le 4 août 2019, lors de la première journée de la saison 2019-2020 face à l'Heracles Almelo. Il est titularisé aux côtés de Ibrahim Drešević ce jour-là et son équipe s'impose par quatre buts à zéro.

### LOSC Lille
Le 31 juillet 2020, Sven Botman s'engage avec le LOSC Lille sous la forme d'un prêt comprenant une option d'achat obligatoire d'un montant de 8 millions d'euros,. Il est lancé par son coach, Christophe Galtier, qui le titularise pour son premier match lors de la première journée de la saison 2020-2021 de Ligue 1, le 22 août 2020 face au Stade rennais. Il fait forte impression dès ses débuts avec le club nordiste,.

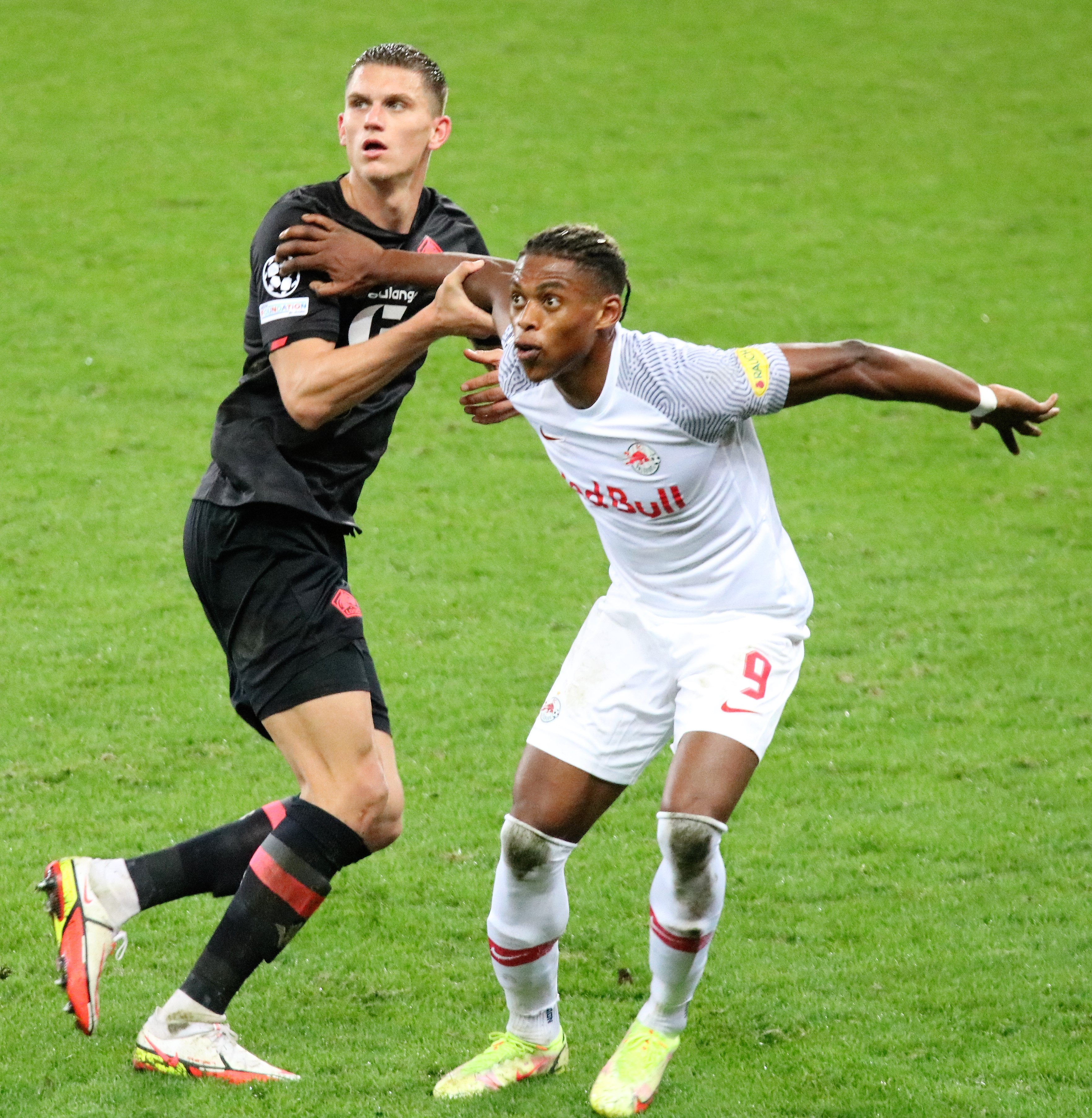
Botman avec Lille contre Salzbourg en 2021.

Botman est définitivement transféré le 25 septembre 2020. Il s'impose rapidement comme un titulaire indiscutable dans la défense du LOSC aux côtés de José Fonte et devient l'une des révélations de Ligue 1,, ce qui ne laisse pas insensible plusieurs clubs européens comme le Liverpool FC qui s'intéresse à lui lors du mercato hivernal,.
Lors de sa deuxième saison avec les Dogues, Botman confirme son statut de cadre et s'impose comme l'un des meilleurs défenseurs centraux de Ligue 1. Malgré quelques blessures, il participe au bon parcours de son club en Ligue des champions et fait partie de l’équipe-type de la saison du journal L'Équipe, basée sur les notes données aux joueurs sur l’ensemble des matchs de la saison de championnat de France,.  

### Newcastle United
Le 28 juin 2022, Sven Botman rejoint officiellement Newcastle United contre un montant avoisinant les 40 millions d'euros bonus compris et devient, à ce moment, la troisième recrue la plus chère du club anglais. Le joueur signe un contrat de cinq ans et est pressenti pour devenir l'un des piliers de la défense des Magpies.
Il fait ses débuts, en match officiel, sous ses nouvelles couleurs le 6 août 2022, en rentrant en jeu à la toute fin du match opposant Newcastle à Nottingham Forest, comptant pour la première journée de la saison 2022-2023 de Premier League.
Botman inscrit son premier but pour Newcastle le 24 septembre 2023, à l'occasion d'une rencontre de Premier League face à Sheffield United FC. Il est titularisé et participe à la large victoire de son équipe par huit buts à zéro,.

### En sélection
Régulièrement sélectionné avec les équipes de jeunes des Pays-Bas, il compte dix sélections avec les moins de 19 ans entre 2018 et 2019, où il porte également le brassard de capitaine à deux reprises.
Botman compte deux sélections avec l'équipe des Pays-Bas des moins de 20 ans en 2019, dont une le 19 novembre contre la France où il officie également comme capitaine (défaite 2-1 score final).
Le 8 septembre 2020, Sven Botman reçoit sa première sélection avec les espoirs, face à la Norvège. Il est titulaire ce jour-là, et son équipe s'impose par deux buts à zéro. Il participe avec cette équipe au championnat d'Europe en 2021. Il joue quatre matchs en tant que titulaire lors de cette rencontre, et y inscrit son premier but avec les espoirs, lors de la large victoire de son équipe contre la Hongrie (6-1 score final).
En novembre 2020, à la suite du forfait de Nathan Aké, Sven Botman est appelé pour la première fois par Frank de Boer, le sélectionneur de l'équipe nationale des Pays-Bas. Il ne joue toutefois aucun match lors de ce rassemblement.

## Statistiques

### Statistiques détaillées
| Saison                | Club                  | Championnat             | Championnat | Championnat | Championnat | Coupe nationale | Coupe nationale | Coupe nationale | Coupe de la Ligue | Coupe de la Ligue | Coupe de la Ligue | Supercoupe | Supercoupe | Supercoupe | Compétition(s) continentale(s) | Compétition(s) continentale(s) | Compétition(s) continentale(s) | Compétition(s) continentale(s) | Total | Total | Total |
| Saison                | Club                  | Division                | M.          | B.          | P.d.        | M.              | B.              | P.d.            | M.                | B.                | P.d.              | M.         | B.         | P.d.       | Comp.                          | M.                             | B.                             | P.d.                           | M.    | B.    | P.d.  |
| 2018-2019             | Jong Ajax             | Keuken Kampioen Divisie | 28          | 2           | 1           | -               | -               | -               | -                 | -                 | -                 | -          | -          | -          | -                              | -                              | -                              | -                              | 28    | 2     | 1     |
| 2019-2020             | SC Heerenveen (prêt)  | Eredivisie              | 26          | 2           | 4           | 4               | 0               | 0               | -                 | -                 | -                 | -          | -          | -          | -                              | -                              | -                              | -                              | 30    | 2     | 4     |
| 2020-2021             | LOSC Lille            | Ligue 1                 | 37          | 0           | 0           | 2               | 0               | 0               | -                 | -                 | -                 | -          | -          | -          | C3                             | 8                              | 0                              | 1                              | 47    | 0     | 1     |
| 2021-2022             | LOSC Lille            | Ligue 1                 | 25          | 3           | 1           | 1               | 0               | 0               | -                 | -                 | -                 | 1          | 0          | 0          | C1                             | 5                              | 0                              | 0                              | 32    | 3     | 1     |
| Sous-total            | Sous-total            | Sous-total              | 62          | 3           | 1           | 3               | 0               | 0               | 0                 | 0                 | 0                 | 1          | 0          | 0          | -                              | 13                             | 0                              | 1                              | 79    | 3     | 2     |
| 2022-2023             | Newcastle United      | Premier League          | 36          | 0           | 0           | 1               | 0               | 0               | 7                 | 0                 | 0                 | -          | -          | -          | -                              | -                              | -                              | -                              | 44    | 0     | 0     |
| 2023-2024             | Newcastle United      | Premier League          | 17          | 2           | 2           | 3               | 0               | 0               | 1                 | 0                 | 0                 | -          | -          | -          | C1                             | 1                              | 0                              | 0                              | 22    | 2     | 2     |
| 2024-2025             | Newcastle United      | Premier League          | 8           | 0           | 0           | -               | -               | -               | 2                 | 0                 | 0                 | -          | -          | -          | -                              | -                              | -                              | -                              | 10    | 0     | 0     |
| Sous-total            | Sous-total            | Sous-total              | 61          | 2           | 2           | 4               | 0               | 0               | 10                | 0                 | 0                 | -          | -          | -          | -                              | 1                              | 0                              | 0                              | 76    | 2     | 2     |
| Total sur la carrière | Total sur la carrière | Total sur la carrière   | 177         | 9           | 8           | 11              | 0               | 0               | 10                | 0                 | 0                 | 1          | 0          | 0          | -                              | 14                             | 0                              | 1                              | 213   | 9     | 9     |

## Palmarès
| LOSC Lille (2)                                                                        | Newcastle United                       |
| ------------------------------------------------------------------------------------- | -------------------------------------- |
| - Championnat de France - Vainqueur : 2021 - Trophée des Champions - Vainqueur : 2021 | - Coupe de la Ligue - Finaliste : 2023 |